# Байтерецький сільський округ (Магжана Жумабаєва район)
Байтере́цький сільський округ (каз. Бәйтерек ауылдық округі, рос. Байтерекский сельский округ) — адміністративна одиниця у складі району Магжана Жумабаєва Північноказахстанської області Казахстану. Адміністративний центр — село Байтерек.
Населення — 1086 осіб (2021; 1422 у 2009, 1966 у 1999, 2332 у 1989).
Станом на 1989 рік існували Новотроїцька сільська рада (село Новотроїцьке, селище Ганькіно) та Фурмановська сільська рада (села Новий Бит, Рябкино, Фурмановка). Пізніше селище Ганькіно передано до складу Полудінського сільського округу. До 2018 року округ називався Фурмановським.

## Склад
До складу округу входять такі населені пункти:
| Населений пункт    | Старі назви | Населення, осіб (1989) | Населення, осіб (1999) | Населення, осіб (2009) | Населення, осіб (2021) |
| ------------------ | ----------- | ---------------------- | ---------------------- | ---------------------- | ---------------------- |
| Байтерек, село     | Фурмановка  | 1030                   | 955                    | 781                    | 658                    |
| Береке, село       | -           | 318                    | 310                    | 214                    | 154                    |
| Новотроїцьке, село | -           | 523                    | 445                    | 345                    | 227                    |
| Рявкіно, село      | Рябкино     | 461                    | 256                    | 82                     | 47                     |